# Bossa Nova (documentário)
Bossa nova é um filme brasileiro de 1964, gênero documentário, dirigido por Carlos Hugo Christensen.